# 洛耶瓦
48°34′6″N 24°36′27″E / 48.56833°N 24.60750°E
洛埃瓦（烏克蘭語：Лоєва），是烏克蘭的村落，位於該國西部伊萬諾-弗蘭科夫斯克州，由納德沃爾納亞區負責管轄，始建於1665年，面積17.7平方公里，2001年人口1,547。